# (18124) Leeperry
(18124) Leeperry est un astéroïde de la ceinture principale d'astéroïdes.

## Description
(18124) Leeperry est un astéroïde de la ceinture principale d'astéroïdes. Il fut découvert le 3 juillet 2000 à Socorro (Nouveau-Mexique) par le projet LINEAR. Il présente une orbite caractérisée par un demi-grand axe de 2,34 UA, une excentricité de 0,11 et une inclinaison de 5,9° par rapport à l'écliptique.

## Compléments